# Q (votka)
Q votka je alkoholno piće koje se proizvodi u Australiji u destileriji South State Food & Beverage Pty Ltd smještenoj u Kent Townu blizu grada Melbourne. Q votka u biti i nije čista votka već je niskoalkoholno piće (8% alkohola) namijenjeno isključivo mlađoj populaciji, odnosno spada u skupinu RTD pića (RTD je engleska kratica za "ready to drink" ili gotovo piće). Votka za proizvodnju ovih pića se dobiva višestrukom destilacijom žitarica. 
Proizvodi se u nekoliko okusa:
- Pineaple (Ananas)
- Raspberry (Malina)
- Blue
- Orange (Naranča)
- Green apple (Zelena jabuka)